# Marijana Željeznov Kokalj
Marijana Željeznov-Kokalj, slovenska srednješolska profesorica in književnica, * 14. julij 1898, Ljubljana, † 25. september 1964, Ljubljana.

## Življenje in delo
Ljudsko šolo je obiskovala pri ljubljanskih uršulinkah in nato zasebni francoski licej Notre Dame de Sion v Trstu (1910-1916) in 1918 maturirala na tržaški gimnaziji. Učila je v Ljubljani (1920–1924), v Bogojini (1924–1926) in kratek čas v Kropi (1926). Nato je od 1926–1930 študirala francoščino in srbohrvaščino na štiriletni Višji pedagoški šoli v Beogradu, kjer je 1930 diplomirala in 1933 opravila profesorski izpit. V Beogradu se je 1927 poročila z ruskim emigrantom Ivanom Željeznovom. Po vrnitvi v Ljubljano je bila profesorica: od 1930 na učiteljišču (honorarno do 1940), od 1933 na meščanski  šoli v Mostah, od 1945 na VII. gimnaziji. Leta 1947 se je invalidsko upokojila. V zakonu s Ivanom Željeznovom se ji je rodila hči Aleksandra Željeznov-Bernik ter sinova, publicist Dušan in elektrotehnik Miljutin Željeznov.
Prozo, predvsem črtice in polititično socialne satire, je med vojnama objavljala v raznih listih. Za Prosveto (Chicago) je napisala povest Darinka, ki pripoveduje o slovenski izseljenki v ZDA (1930, št. 245–66, zanjo prejela nagrado lista). Knjižno je izšel roman Brezdomci (1930) v katerem je pretežno v »Cankarjevi maniri« opisala pretresljive socialne razmere ruskih plemiških emigrantov v Beogradu. Tudi poezijo, dokaj epigonsko, je objavljala v raznih listih.
Večjo vrednost kot leposlovje ima njena publicistika. Obravnavala je vprašanja v zvezi z žensko emancipacijo, npr.: Ženska vzgoja in izobrazba (1930), Reforma ženskih učiteljskih šol (1935), Razmišljanje o ženskem pravu glasa (1936) in drugo. Da bi zbudila večje zanimanje za izobraževanje žensk, je v reviji Ženski svet predstavljala življenje in delo znanstvenic in umetnic, npr. filozofinj K. Atanasijević (1931) in Alme Sodnik (1933), pisateljic M. K. Baškirčeve (1931), C. Zuzorić (1931), Anne Krasne-Praček (1932) in Alme Karlin (1933), slavistke Lj. S. Janković (1932).